# Жовна північна
Жовна північна (Dryocopus pileatus) — великий, розміром з ворону північноамериканський птах родини дятлових (Picidae).

## Морфологічні ознаки
Довжина тіла 40—48 см; маса тіла підвиду abieticola 250—340 г. Великий, пір'я чорне з вороним полиском, чуб яскраво-червоний, боки голови і шиї білуваті, від ока назад іде чорна смуга. У самців червоні «вуса» і «шапочка» починається від чола, а в самиці чоло чорне. Спідня частина крила світла. Молоді птахи не такі контрастні, сіруваті, а чуб яснішої, більш помаранчевої барви.

## Поширення
Поширений у змішаних лісах західної, східної та центральної частини Північної Америки. Вважається, що пара цих дятлів потребує території до 40 га, тому вони зустрічаються не дуже часто.

## Дупла
Володіючи потужним дзьобом, жовна північна видовбує величезні дупла, іноді дещо прямокутної форми. На видовбування такого дупла йде 3—6 тижнів. Гніздо вистеляють стружками, самка відкладає четверо білих яєць. Висиджування триває 15—18 днів, малят вигодовують обоє батьків..

## Живлення
Споживають мурах, личинок деревоточців, ягоди, горіхи та інші плоди.

## Галерея

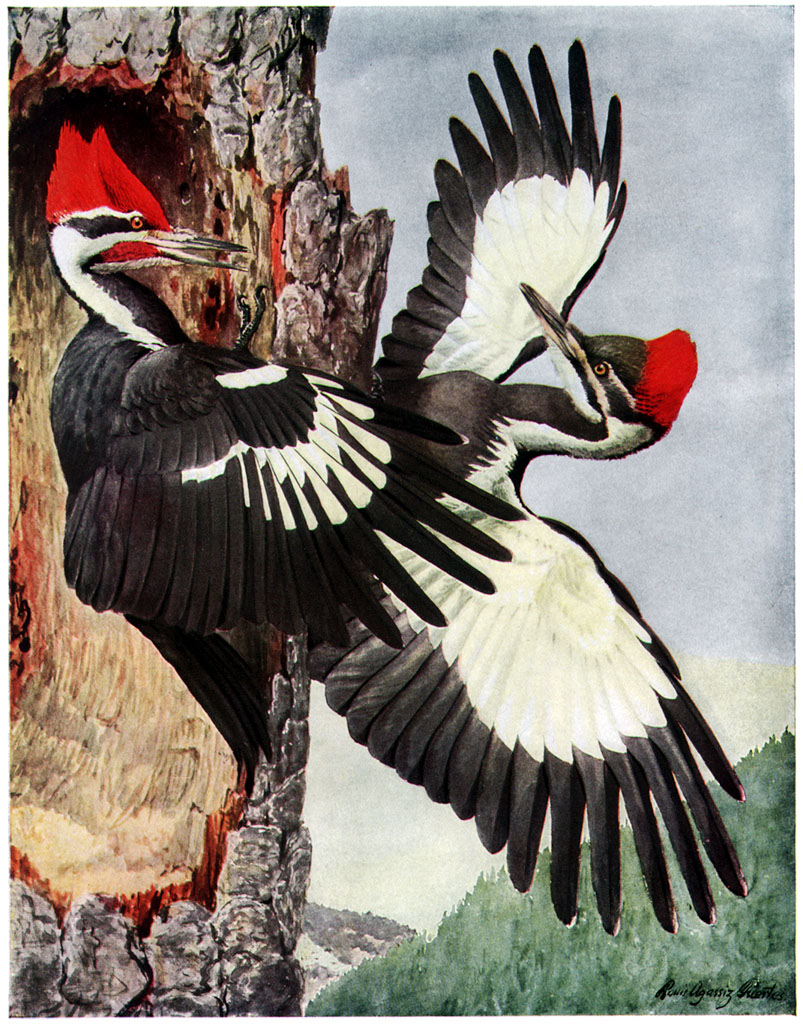
Ілюстрація
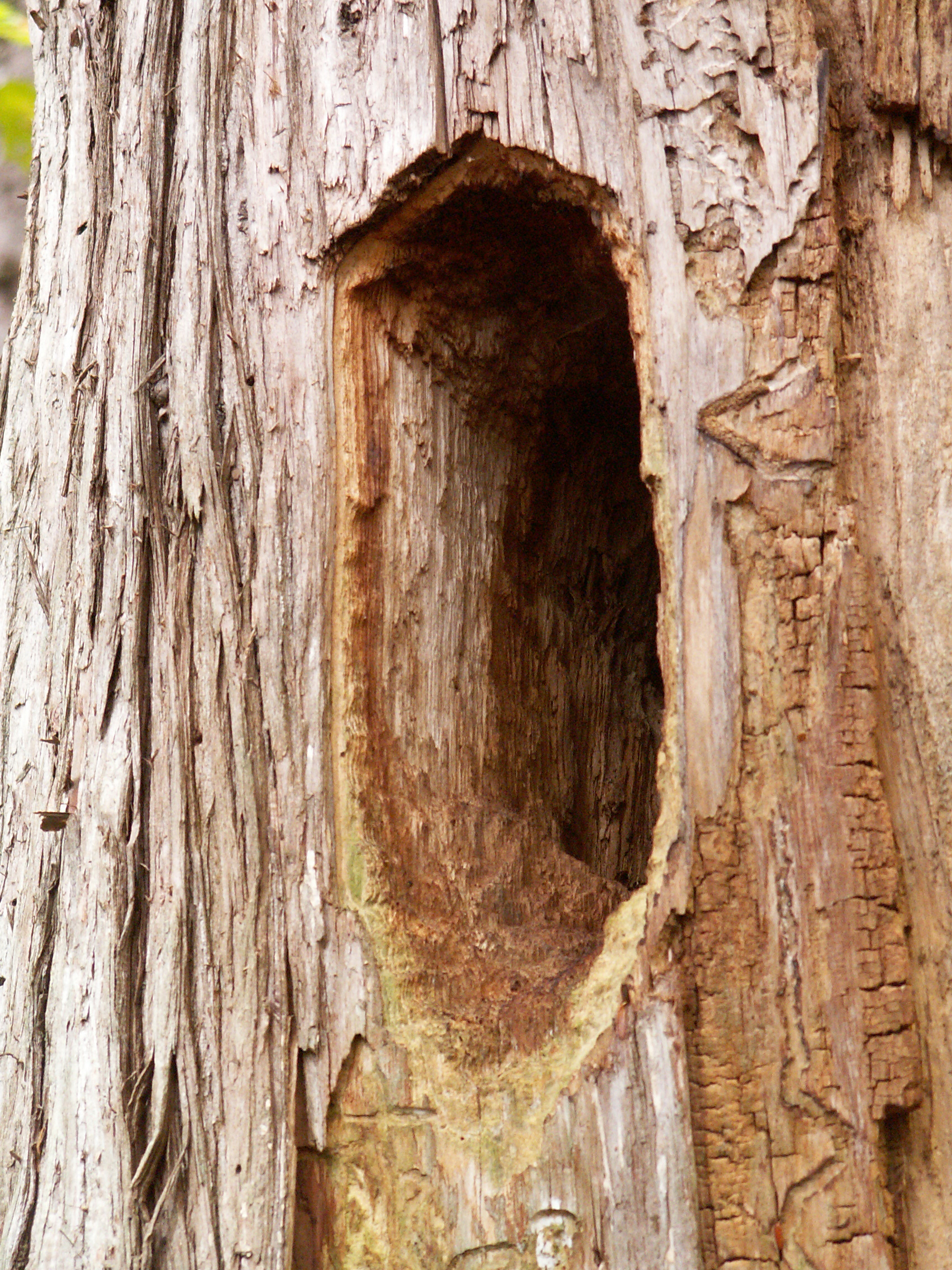
Дупло в стволі західної туї
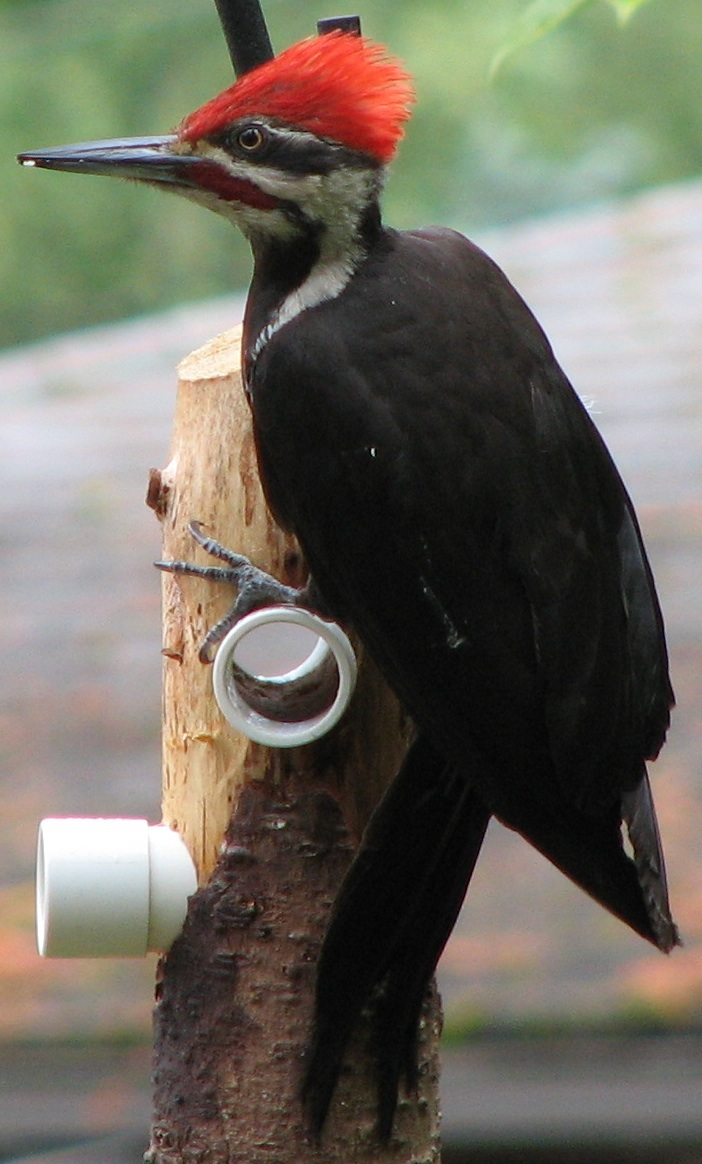
Біля годівниці
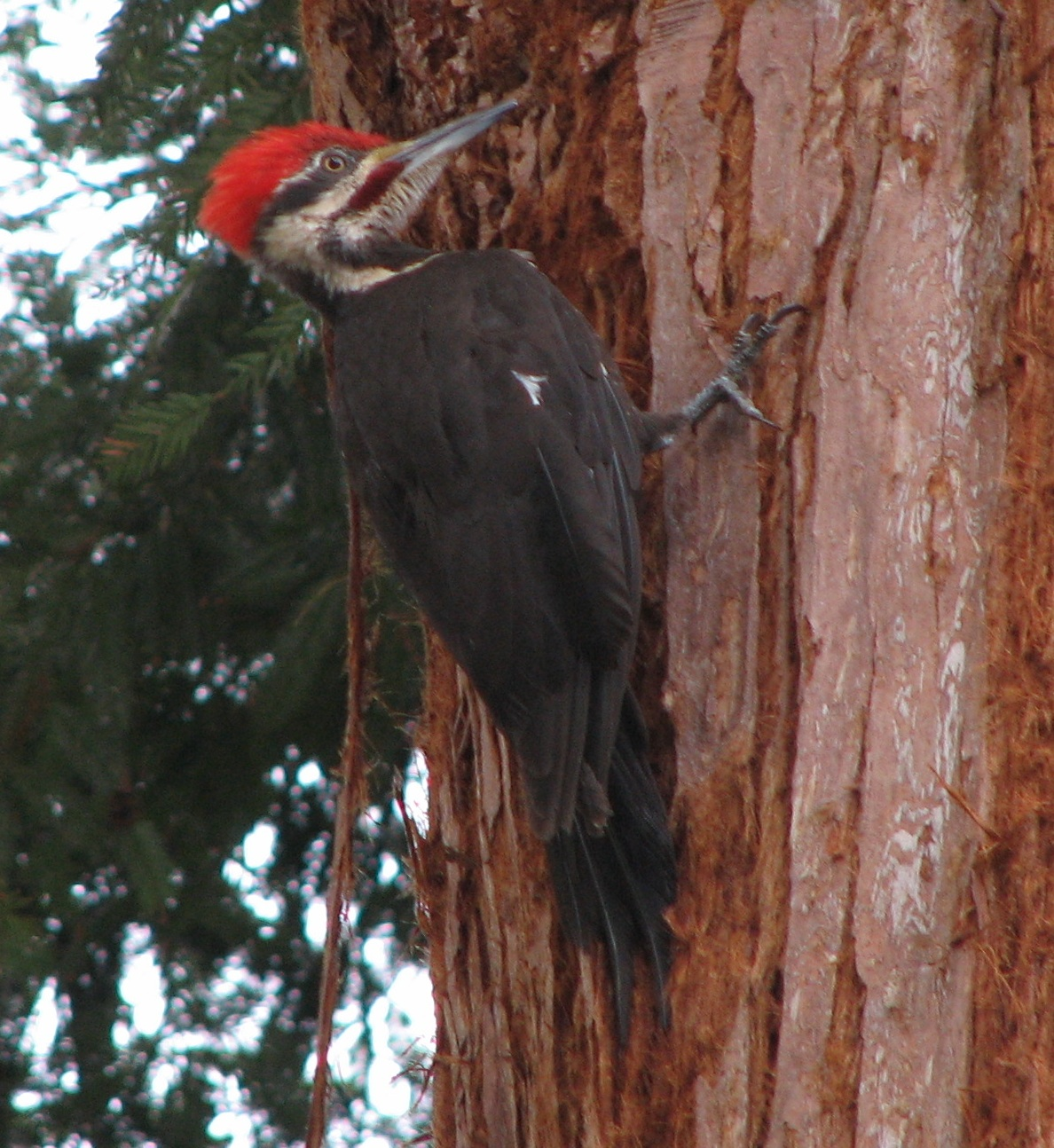
Самець
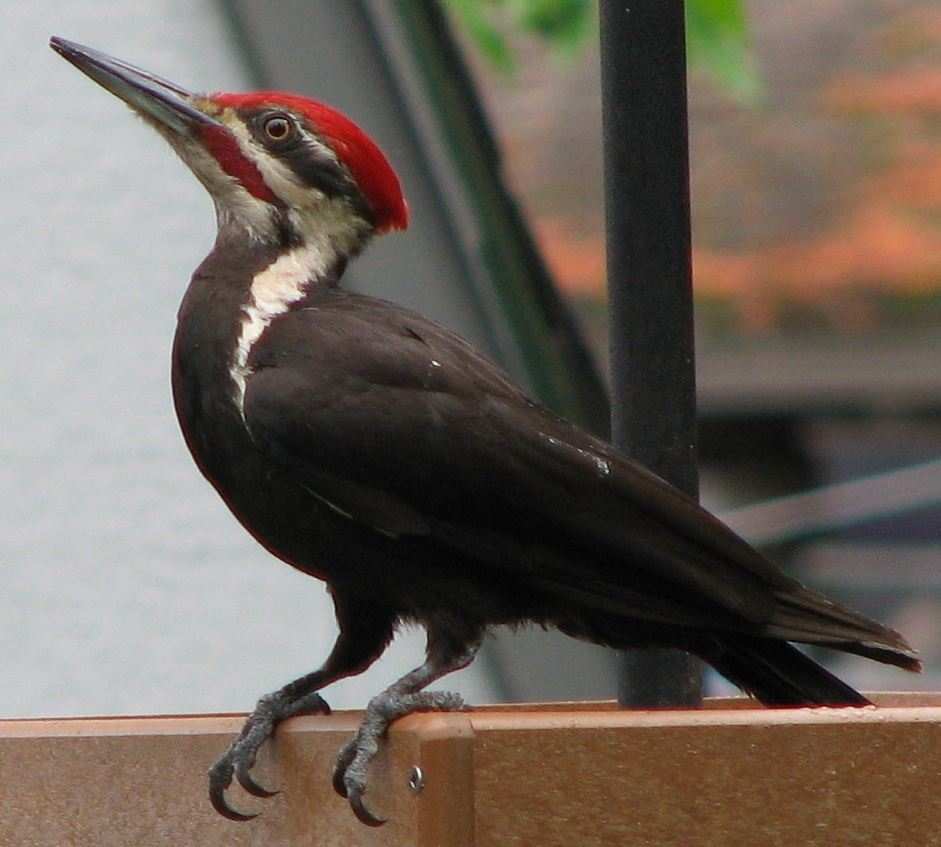
Самець
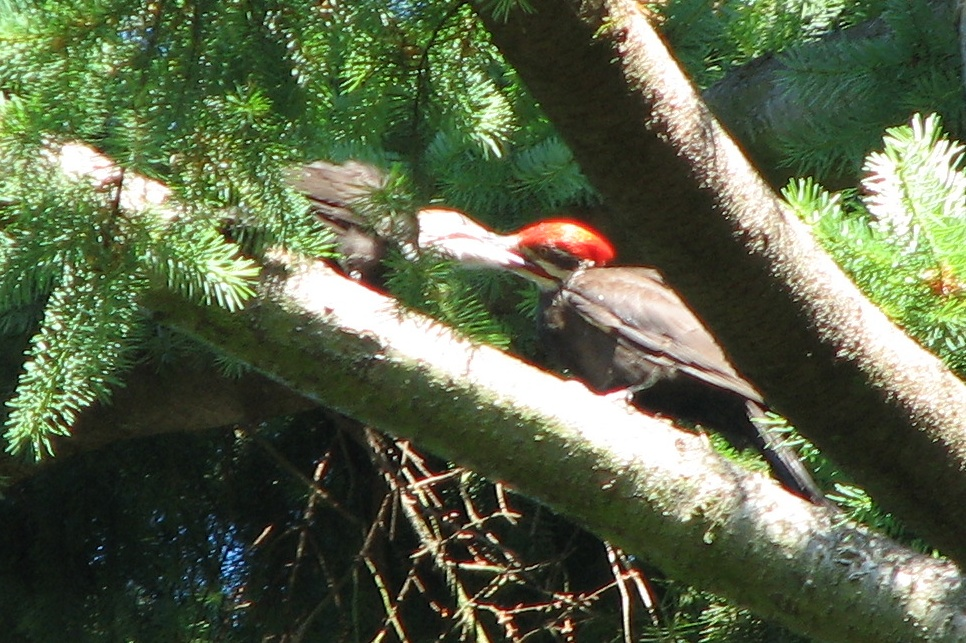
Самець годує пташеня відригуванням
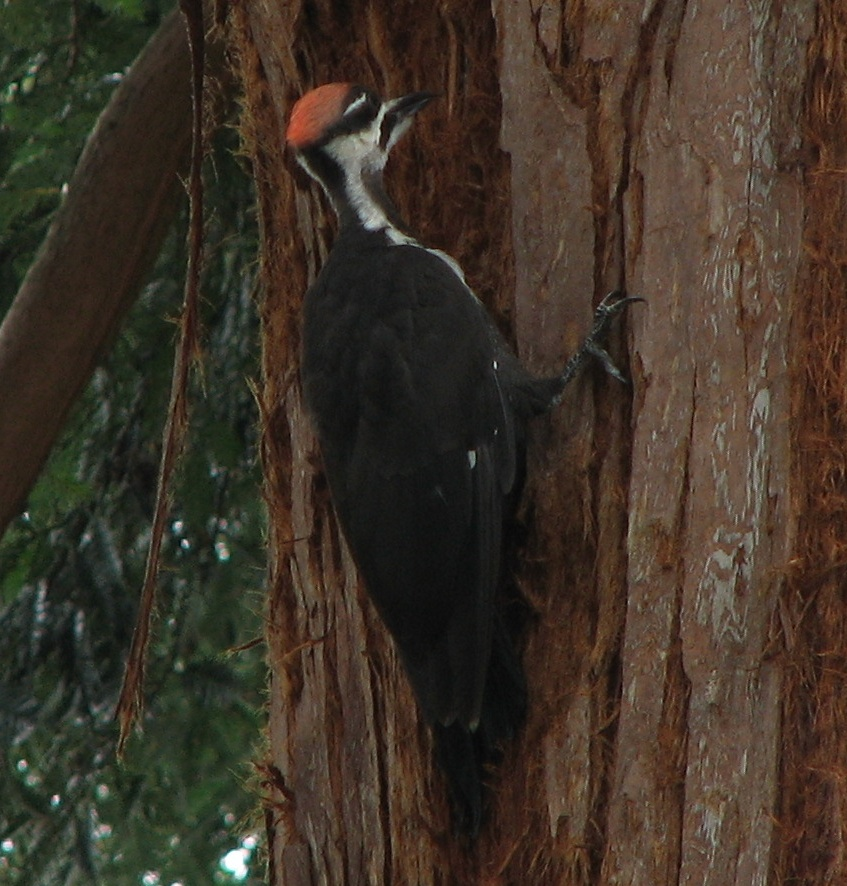
Молода самиця
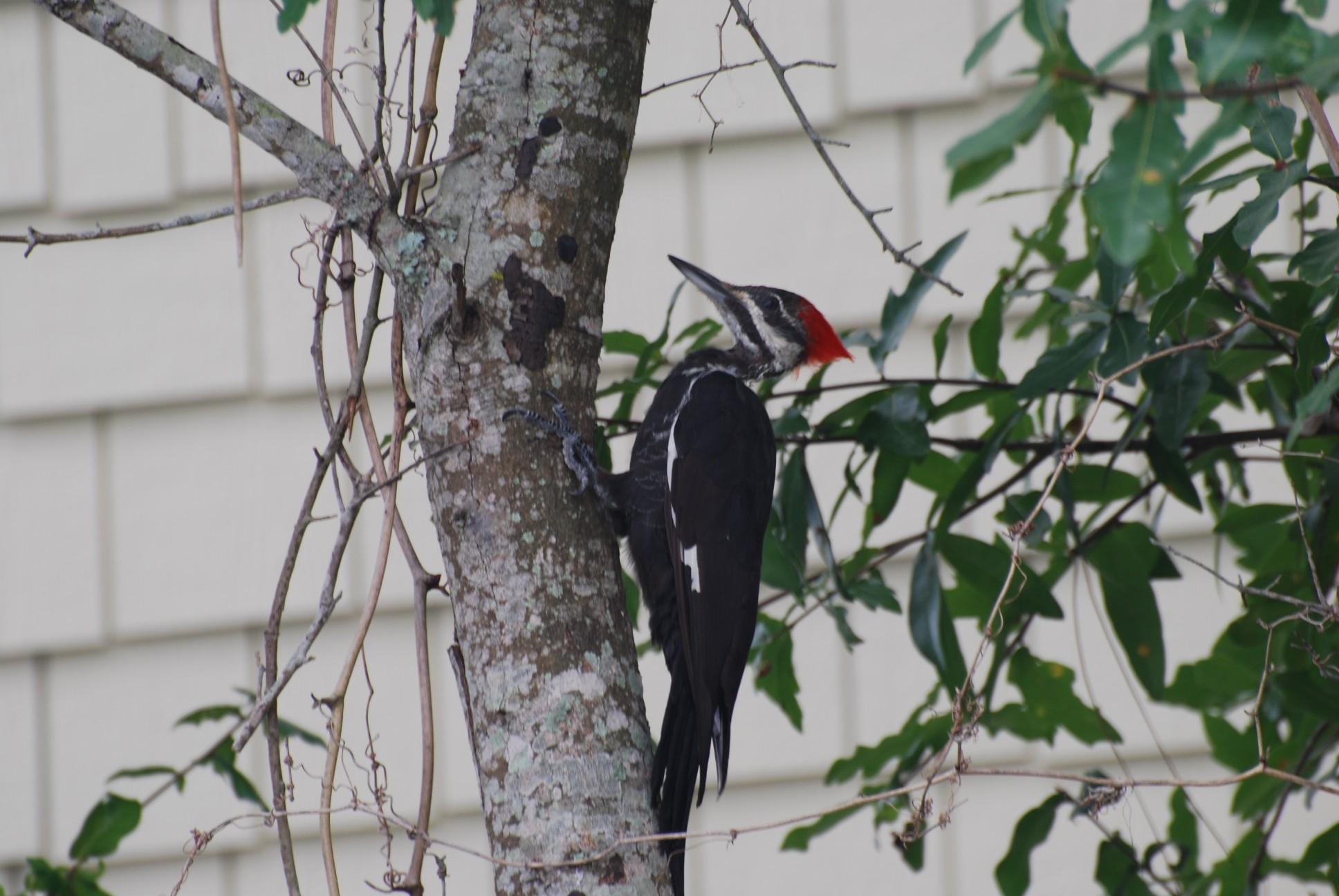
Доросла самиця